# Pompeo Arrigoni
Pompeo Arrigoni (ur. 2 marca 1552 – zm. 4 kwietnia 1616) – włoski kardynał.

## Życiorys
W młodości studiował na uniwersytetach w Perugii, Bolonii i Padwie, uzyskując tytuł doktora praw rzymskiego i kanonicznego, następnie wykładał prawo na uniwersytecie w Rzymie. Od 1591 był audytorem Roty Rzymskiej i rzecznikiem króla Hiszpanii Filipa II w Rzymie. W 1596 Klemens VIII kreował go kardynałem. Datariusz papieży Leona XI i Pawła V 1605-07. Sekretarz Rzymskiej Inkwizycji od 18 maja 1605 i członek wielu innych kongregacji w Kurii Rzymskiej. Od 1607 arcybiskup Benewentu. Zmarł w Neapolu.